# Dasyatis pastinaca
Dasyatis pastinaca врста је из групе Myliobatoidei која настањује североисточног Атлантског океана и Средоземног и Црног мора. Обично насељава пешчана или блатњава станишта у обалним водама плитким од 60 м, често се укопавајући у седименту. Обично је димензија 45 цм. Може се препознати по обојености и углавном глаткој кожи, као и низа шара дуж средње линије леђа код највећих јединки.
Главни плен су јој ракови са дна, мада су се храни и мекушцима и правим кошљорибама. Ембриони ове врсте се хране жуманцем, а касније хистотрофом (материцним млеком) који производи мајка. Женке носе 4–9 младих два пута годишње у плиткој води, после периода гестације од четири месеца. Dasyatis pastinaca може нанети болну рану, мада ретко опасну по живот. Током антике овој врсти су приписана многа митска својства. Ова врста се више не лови за јело, али се од ње у неким деловима света прави рибље брашно и уље од њене јетре. Њена популација очигледно опада преко свог опсега, мада још нема довољно података за Међународну унију за заштиту природе, како би глобално оценила угроженост ове врсте.

## Таксономија и филогенција
Ова врста настањује воде још из доба атнтике, а била је позната као тригон (τρυγων) Старим Грцима и као пастинака Римљанима. Стари назив ове врсте у Великој Британији који се користио од 18. века је „ватрена риба”, што се вероватно односи на њену црвену боју меса.
Први научни формални опис ове врсте одрадио је Карл фон Лине у књизи под називом 10. издање Systema Naturae из 1758. године. Од тада је род смештен у породицу Dasyatis. У старим литературама постоји најмање 25 старијих имена за ову врсту, а неки од њих су Pastinaca marina prima и Pastinaca marina lаеvis.
Dasyatis chrysonota која настањује јужну Африку, дуго се сматрала засебном врстом, морфолошки се разликовала од осталих врста, а су је 1993. године Коблај и Компано препознали као посебну врсту. Године 2001. Лиса Розенберг објавила је анализи 14 врста породице Dasyatis и истакла да оне нису у роду осим врста D. kuhlii и D. violacea. Признато је да D. violacea припада сопственом роду Pteroplatytrygon, а D. kuhlii роду Neotrygon.

## Опис и станиште
Dasyatis pastinaca уобичајена је врста широм Средоземља и Црног мора. Такође настањује и мањем броју североисточне воде Атлантског океана, од јужних вода Норвешке и западног дела Балтичког мора до Мадеире и Канарских острва. Ова врста време проводи на дну, а може се наћи и на дубинама од 200 м, мада обично борави на дубини од 60. Преферира пешчана и муљевита дна, а понекада се сусреће и у близини стеновитих гребена или у ушћима. У водама Азора Dasyatis pastinaca је уобичајена врста, најзаступљенија лети, а најмање зими, што указује на сезонски помак, који је такође карактеристичан за ракове.
Dasyatis pastinaca може достићи дужину од 2,5 м и ширину од 1,4 м, мада је ширина од 45 цм уобичајена. Пљоснати диск у облику дијаманта нешто је шири него што је дужи, са уско заобљеним спољним угловима. > Ивице диска су равне, а на њима се налази благо зашиљена и испупчена њушка. Очи ове врсте су мале, а дисајни отвор спиралног је облика. Dasyatis pastinaca имају од 28 до 38 зуба на горњој вилици и 28 до 43 зуба на дуњој вили; зуби су мали и тупи. Реп ове врсте је витак и налик на бич. отприлике је упола дужи од диска. Кичма је дуга до 35 цм и у њој се налазе отровне жлезде. Реп има кожни набор на горњој и кратак дубок набор на доњој страни тела. Тело и реп су глатки, изузев неколико дермалних оштрица које се налазе на предњој ивици диска. Ова врста је сиве, смеђе, црвенкасте или маслинасто зелене боје, а млађи примерци могу имати беле флеке.
Највећи забележени примерак Dasyatis pastinaca пронађен је 2016. године у водама Измира током студије.. Пераја су му била у ширини од 2,21 м, а његова дужина није се могла утврдити јер је реп уклоњен раније.

## Биологија и екологија
Претпоставља се да се Dasyatis pastinaca развдаја друштвеним групама, по полу, а углавном је активнија ноћу, док дању има тенденцију да се укопа испод седимената на дну. Храни се раковима, главоношцима, шкољкама, црвима и правим кошљорибама. По извештајима ова врста доста једе шкољке и чини велику штету узгајичавима шкољки. У заливу у Турској откривено је у једној студији, да 99% исхране ове врсте чине ракови, а да рибе једу тек најстарије јединке. Друго истраживање на обали Тарсиса у Турској октрило је да су главоношци главна исхрана ове врсте.
Као и друге раже, ембриони ове врсте се у почетку хране жуманцем, а потоком са хисторофом односно материчним млеком које је богато протеинима, масноћом и са слузи. Женке носе од 4 до 9 потомака годишње у плитким приобалним водама после периода гестације од четири месеци. Разни аутори и биолози извештавали су о летњем рађање ове рибе, у периоду од маја до септембра, углавном током јула и августа.
Познато је да ова врста у водама Баеларских острва доноси младе јединке на свет од средине јуна до јула. Тек рођене јединке имају око 8 цм дужине. Мужјаци достижу сексуалну зрелост када буду дужине од 22 до 32 цм, а женке на 24 до 38 цм. Најстарија позната јединка имала је десет година, а постоје и две врсте које су живеле двадесет и једну годину, у заточеништву. Познати паразти ове врсте су Heterocotyle pastinacae, Entobdella diadema и Scalithrium minimum.

## Контакт са људима
Иако Dasyatis pastinaca није агресивна, њен убод може нанети озбиљне повреде човеку. Стари Грци и Римљани плашили су се отрова ове врсте, а аутори попут Клаудија Елијана су истицали да су ране од ове врсте неизлечиве. Римски природњак Плиније Старији у својим списима тврдио је да ова врсте убија живе организме и пробија оклоп попут стреле. У грчкој митологији наведено је да је Херкулес изгубио прст од убода оштрице ове врсте.
Британски зоолог Франсис Дај је у својим списима из 1884. године истакао је да место ове врсте није јео због неквалитетног меса, а да су риболовци у Великој Британији уље ове врсте користили против опекотине и других повреда. У данашње време, пераја ове врсте се продају димљена и сољена, а такође се користи као извор брашна и уља из јетре. У француској кухињи Dasyatis pastinaca се сматра деликатерсом и користи се за припрему многих јела. Обичне сипе случајно неретко се случајно улове у многим водама, преко мрежа. Због свог обалног станишта, врста је често угрожена због спортског риболова, а на Балеарским острвима 40% улова из мрежа чини Dasyatis pastinaca. На основу студија у Средозмном мору и Атлантском океану, закључено је да је у тим водама број примерака ове врсте опао. Као резултат тога, Међународна унија за заштиту природе, сврстала је Dasyatis pastinaca у категирју „близу” претење у Средозменом мору и Атлантском океану, док за остале воде света нема података о овој врсти.